# 哈恩 (莱茵兰-普法尔茨州)
哈恩（德語：Hahn，發音：[haːn] ⓘ）是德国莱茵兰-普法尔茨州莱茵-洪斯吕克县的市镇，面积5.29平方千米，2023年12月31日人口为151人。该地知名于1993年启用的法兰克福-哈恩机场。 